# Satz von Green-Tao
Der Satz von Green-Tao ist ein Resultat aus der Zahlentheorie, das die Existenz beliebig langer arithmetischer Folgen in der Menge der Primzahlen begründet.
Das Theorem wurde 2004 von Ben Green und Terence Tao bewiesen.

## Aussage
1. Zu jeder Länge {\displaystyle k\in \mathbb {N} } gibt es unendlich viele arithmetische Primzahlenfolgen.
2. Sei {\displaystyle \pi (N):=\#\{p\in \mathbb {P} \mid p\leq N\}} die Zählfunktion der Primzahlen nicht größer als {\displaystyle N}, in anderer Schreibweise {\displaystyle \pi (N)={\big |}\mathbb {P} \cap [1,N]{\big |}}. Falls {\displaystyle A} eine Teilmenge der Primzahlen ist, so dass

{\displaystyle \limsup _{N\to \infty }{\frac {{\big |}A\cap [1,N]{\big |}}{\pi (N)}}>0},
dann existieren in {\displaystyle A} für jedes {\displaystyle k\in \mathbb {N} } unendlich viele arithmetische Folgen (positiver Differenz {\displaystyle d}) von Primzahlen der Länge {\displaystyle k}.

## Erläuterungen

### Erster Teil
Seien {\displaystyle k=3} und {\displaystyle 0\leq n\leq 2}, dann sind {\displaystyle a_{n}:=3+4n} und {\displaystyle b_{n}:=3+2n} arithmetische Primzahlenfolgen, welche die Primzahlfolgen {\displaystyle (3,7,11)} mit der Differenz {\displaystyle d=4} bzw. {\displaystyle (3,5,7)} mit der Differenz {\displaystyle d=2} produzieren.
Allgemein ist eine solche Folge von der Form {\displaystyle (a,a+d,a+2d,\dotsc ,a+(k-1)d)}, wobei {\displaystyle a} ein primer Initialwert ist, {\displaystyle d>0} die Distanz zur nächsten Primzahl und {\displaystyle k>0} die Anzahl der Folgenglieder.
Die bisher (Stand 2021) längste arithmetische Primzahlfolge {\displaystyle \operatorname {AP27} } hat 27 Glieder und wurde 2019 von Rob Gahan und PrimeGrid gefunden ({\displaystyle 23\#} ist das Primorial von 23 = 223 092 870):
{\displaystyle a_{n}=224\;\!584\;\!605\;\!939\;\!537\;\!911+81\;\!292\;\!139\cdot 23\#\cdot n}  mit  {\displaystyle n=0,\dotsc ,26}
bzw.
{\displaystyle a_{n}=224\;\!584\;\!605\;\!939\;\!537\;\!911+81\;\!292\;\!139\cdot 223\;\!092\;\!870\cdot n}.

### Zweiter Teil
Sei {\displaystyle A=\mathbb {P} } die Menge der Primzahlen.
Für {\displaystyle k=1} erhält man trivialerweise die unendliche Menge aller Folgen {\displaystyle (p)} der Länge {\displaystyle 1} mit primem {\displaystyle p}, weil der Limes superior des konstanten Quotienten offenbar gleich {\displaystyle 1>0} ist.
Für {\displaystyle k=2} erhält man die unendliche Menge aller Folgen {\displaystyle (p,q)} der Länge {\displaystyle 2} mit ungleichen Primzahlen {\displaystyle p} und {\displaystyle q}, zum Beispiel sind {\displaystyle (2,3)} und {\displaystyle (5,13)} zwei solche Folgen der Differenz {\displaystyle 1} bzw. {\displaystyle 8}. Diese Distanz kann also in zwei Folgen auch unterschiedlich sein (sonst hätte man für {\displaystyle d=2} die Primzahlzwillings-Vermutung von Alphonse de Polignac, die aber unbewiesen ist).
Für {\displaystyle k=3} erhält man alle Folgen mit drei Gliedern, diese Aussage wurde 1939 von Johannes van der Corput gezeigt.
Für {\displaystyle k\geq 4} war es bis zum Beweis des Satzes von Green-Tao unbekannt.